# An der Wolga
An der Wolga, op. 425, är en polkamazurka av Johann Strauss den yngre. Den framfördes första gången den 26 april 1886 i Sankt Petersburg i Ryssland.

## Historia
I början av 1886 inbjöds Johann Strauss att dirigera välgörenhetskonserter i Sankt Petersburg. Som värdar stod ryska kvinnoavdelningen av Röda korset och en barnstiftelse. Det var Strauss första besök i Ryssland sedan 1869 och han lämnade Wien tillsammans med sin blivande tredje hustru Adèle i mars 1886 med sikte på Ryssland. De for först till Hamburg och Berlin, där Strauss dirigerade föreställningar av sin nya operett Zigenarbaronen, för att i mitten av april slutligen anlända till Sankt Petersburg. Strauss hade tagit med sig flera nya verk speciellt komponerade för tillfället (se Wiener Frauen op. 423, Adelen-Walzer op. 424 och Russischer Marsch op. 426), däribland en polkamazurka med titeln Mon salut, vilken framfördes första gången den 26 april 1886 i Kavalleriregementets ridskola i Sankt Petersburg. Polkan påminde starkt om en annan av Strauss "ryska" polkamazurkor: Spleen-Polka (op. 197), vilken Strauss hade komponerat nära trettio år tidigare till sina ryska konsertturnéer 1857.
Några månader senare befann sig Strauss åter hemma i Wien och deltog den 7 november 1886 vid en välgörenhetskonsert i Musikverein anordnad av hans broder Eduard Strauss. Johann Strauss tog då tillfället och dirigerade Capelle Strauss i det första wienska framförandet av alla förutom en (valsen Wiener Frauen) av sina ryska nyheter som han hade komponerat till vistelsen i Sankt Petersburg. Polkamazurkan Mon salut fanns med på programmet men för den österrikiska publiken hade Strauss bytt ut titeln till An der Wolga.

## Om polkan
Speltiden är ca 5 minuter och 13 sekunder plus minus några sekunder beroende på dirigentens musikaliska tolkning.

## Weblänkar
- An der Wolga i Naxos-utgåvan.